# ميت الخولي مؤمن
ميت الخولي مؤمن هي إحدى قرى مركز منية النصر التابع لمحافظة الدقهلية في مصر. تقع على الجهة الشرقيه من مدينه منية النصر، ويفصل بينهما بالبحر الصغير من جهة الغرب للقرية، ويحدها من الجهة الشماليه قرية ميت حديد، ومن الجهة الجنوبية قرية اشمون الرومان التابعة لمركز دكرنس، ويتوسطها"طريق المطرية-المنزلة-دكرنس-اهم العائلات هي عائلة صالح وهم عمد ومشايخ القرية "، ويفصل بين القرية وقرية ميت حديد من الجهة الشمالية منطقة أبيده وتقع أيضاً عزبة فؤاد في الجهة الشرقية للقرية وهما عزبتين يتبعان القرية اداريا وسكانيا فالعلائلات الموجودة بابيده وعزبة فؤاد امتداد لعائلات موجودة بالقرية نفسها أو مرتبطة بعائلات القرية عن طريق القرابة أو المصاهرة ويفصل بين القرية وعزبة فؤاد السكة الحديد (سكة القطار) ومقابر القرية. عدد سكان القرية حسب الإحصائيات لعام 2011 خمسة عشر ـلف وستمائة وعشرون فرد (15.620). تعتبر الزراعة مصدر الدخل الأول للقرية، وتشتهر بسيارات النقل ويوجد فيها أسطول نقل ثقيل وكانت القرية يطلق عليها قديما اسم المعمنة ودلت الخرائط القديمه التى تعود لعام 1818 على هذا الاسم وغير معروف حاليا معنى وسبب هذا الاسم القديم وتشتهر القرية ايضا بالقهاوى والكافيهات المطلة على البحر الصغير وتمتاز القرية بتقسيم شوارعها الجيد وموقعها الممتاز وهذا يعد عامل جذب لها يجذب السكان لها من القرى والبلدان الاخرى